# Presidio van San Diego

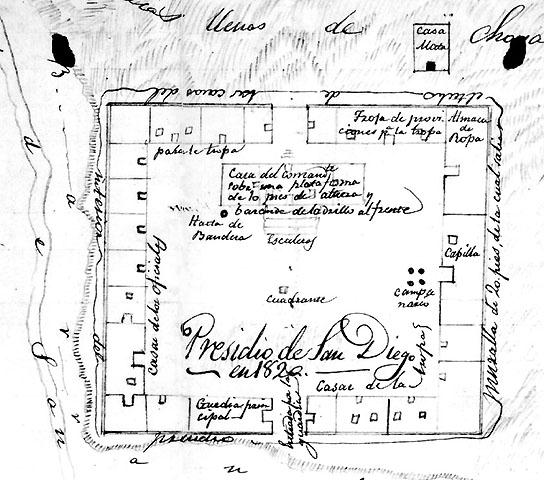
Grondplan van het Presidio van San Diego uit 1820.

Het Presidio van San Diego, oorspronkelijk El Presidio Reál de San Diego (Spaans) of het Royal Presidio of San Diego (Engels), was een fort in de Amerikaanse stad San Diego (Californië). Het presidio werd op 14 mei 1769 opgericht door commandant Pedro Fages van het Spaanse Rijk. Het was de eerste permanente Europese nederzetting aan de Stille Oceaankust in de huidige Verenigde Staten en het diende als de basis voor de Spaanse kolonisatie van Alta California. De bijhorende rooms-katholieke missie, die in hetzelfde jaar door Junípero Serra gesticht werd, verhuisde in 1774 een aantal kilometer verderop om de invloed van de militairen op de missie te verkleinen.
Het presidio werd in 1835 verlaten. Het presidio, waar geen restanten van overblijven, bevindt zich op een heuvel in het huidige Presidio Park in San Diego. De plaats werd erkend als een California Historical Landmark in 1932 en werd in 1960 een National Historic Landmark.